# Offerta musicale
Con Offerta musicale (nell'originale in tedesco, Musicalisches Opfer) BWV 1079 ci si riferisce a una raccolta di Johann Sebastian Bach formata da due ricercari, nove canoni, una fuga e una sonata in trio suddivisa in quattro movimenti. Tutto il materiale è basato su un tema musicale ideato dal re Federico II di Prussia.
La raccolta, insieme a L'arte della fuga, è riconosciuta come una delle opere più articolate e complesse mai composte, e viene universalmente considerata uno dei vertici più alti mai raggiunti nella storia della musica.

## Storia
Johann Nikolaus Forkel, nella sua biografia bachiana, informa come il re Federico II di Prussia, grande appassionato di musica e suonatore dilettante di flauto, da tempo facesse pressioni su Carl Philipp Emanuel Bach, clavicembalista presso la propria corte, per poterne conoscere il padre, Johann Sebastian Bach. L'incontro fra il sovrano e il compositore venne allora organizzato a Potsdam, presso la residenza reale di Sanssouci, il 7 maggio 1747.
La sera del 7 maggio il re si apprestò a iniziare, come di consueto dopo cena, un concerto di flauto nei propri appartamenti. Tuttavia, prima che cominciasse a suonare, venne avvertito che Johann Sebastian Bach era appena arrivato in città. Federico II, allora, depose il flauto e ordinò che il compositore venisse subito convocato a palazzo.
Bach, senza neanche il tempo di cambiarsi l'abito da viaggio, fu condotto alla presenza del sovrano, il quale lo accolse entusiasticamente e lo accompagnò in tutte le stanze della residenza reale per fargli provare i numerosi clavicembali e fortepiani, costruiti da Gottfried Silbermann, che erano in suo possesso.
Bach suonò su tutti gli strumenti che c'erano e, dopo aver improvvisato a lungo, chiese al re di proporgli il tema per una fuga che avrebbe realizzato sul momento. Bach, ottenuto da Federico II un tema molto complesso, in do minore e fortemente cromatico, improvvisò all'istante una fuga a tre voci. Alcuni musicologi avanzano l'ipotesi che, data la complessità del tema e siccome l'arrivo di Bach era previsto da giorni, il re possa essersi precedentemente consultato con i musicisti della propria corte in merito a un tema particolarmente difficile da proporgli.
Il sovrano, per vedere fino a che punto potesse spingersi la bravura di Bach, gli disse allora di eseguire, su quello stesso tema, una fuga a sei voci obbligate. Tuttavia, data la sua lunghezza e i suoi numerosi cromatismi, il tema del re non si prestava a essere la base per una fuga a sei voci da realizzare sul momento. Bach, allora, non potendo soddisfare la richiesta di Federico II e non potendo scegliere un tema del tutto diverso, che altrimenti avrebbe potuto sembrare preparato in precedenza, chiese al sovrano una versione semplificata dello stesso tema, sulla quale improvvisò a sei voci. La versione semplificata del tema non è stata tramandata. Al termine dell'esecuzione Bach promise a Federico II che avrebbe realizzato, sul tema non semplificato, la fuga a sei voci che gli aveva chiesto, che l'avrebbe stampata e che gliene avrebbe fatto dono. Tale tema è riprodotto qui di seguito:
Il giorno seguente Federico II accompagnò Bach a provare «tutti gli organi che c'erano a Potsdam», ossia gli strumenti della Heiliggeistkirche, della Garnisonkirche e della Nikolaikirche, dove le esibizioni di Bach furono molto applaudite. Tornato a Lipsia, Bach si mise subito al lavoro per adempiere alla promessa fatta al sovrano. Compose la fuga a sei voci sul tema di Federico II, trascrisse la fuga improvvisata a tre voci che aveva eseguito a Potsdam e aggiunse altri undici pezzi: nove canoni, una fuga e una sonata in quattro movimenti.
L'opera, datata 7 luglio 1747, era intitolata Musicalisches / OPFER / Sr. Königlichen Majestät in Preußen etc. / allerunterthänigst gewidmet / von / Johann Sebastian Bach (in tedesco, "Offerta musicale dedicata molto umilmente da Johann Sebastian Bach a sua maestà il re di Prussia, eccetera"). Allegata c'era anche una lettera di dedica in tedesco, stampata da Bernhard Christoph Breitkopf di Lipsia. La parte musicale, invece, era stata stampata da Johann Georg Schübler di Zella.
La dedica, nel consueto stile ampolloso del tempo, era così formulata:
Ew. Majestät weyhe hiermit in tiefster Unterthänigkeit ein Musicalisches Opfer, dessen edelster Theil von Deroselben hoher Hand selbst her rührt.
Mit einem ehrfurchtsvollen Vergnügen erinnere ich mich noch der ganz besondern Königlichen Gnade, da vor einiger Zeit, bey meiner Anwesenheit in Potsdam, Ew. Majestät selbst, ein Thema zu einer Fuge auf dem Clavier mir vorzuspielen geruheten, und zugleich allergnädigst auferlegten, solches alsobald in Deroselben höchsten Gegenwart auszuführen. Ew. Majestät Befehl zu gehorsamen, war meine unterthänigste Schuldigkeit.
Ich bemerkte aber gar bald, daß wegen Mangels nöthiger Vorbereitung, die Ausführung nicht also gerathen wollte, als es ein so treffliches Thema erforderte. Ich fassete demnach den Entschluß, und machte mich sogleich anheischig, dieses recht Königliche Thema vollkommener auszuarbeiten, und sodann der Welt bekannt zu machen.
Dieser Vorsatz ist nunmehro nach Vermögen bewerkstelliget worden, und er hat keine andere als nur diese untadelhafte Absicht, den Ruhm eines Monarchen, ob gleich nur in einem kleinen Puncte, zu verherrlichen, dessen Größe und Stärke, gleich wie in allen Kriegs- und Friedens-Wissenschaften, also auch besonders in der Musik, jedermann bewundern und verehren muß.
Ich erkühne mich dieses unterthänigste Bitten hinzuzufügen: Ew. Majestät geruhen gegenwärtige wenige Arbeit mit einer gnädigen Aufnahme zu würdigen, und Deroselben allerhöchste Gnade noch fernerweit zu gönnen.
Leipzig den 7. Julii 1747.
Ew. Majestät allerunterthänigst gehorsamsten Knechte,

con la più profonda sottomissione dedico a Vostra Maestà un'Offerta Musicale, la cui parte più nobile proviene dalle Sue auguste mani.
Con reverenziale piacere ricordo ancora la particolare sovrana grazia con la quale, tempo fa, durante una mia visita a Potsdam, Vostra Maestà si degnò di eseguire alla tastiera il tema per una fuga, ordinandomi di svilupparla subito alla Sua augusta presenza. Fu mio deferente dovere ubbidire al comando di Vostra Maestà.
Tuttavia mi accorsi che, in mancanza della necessaria preparazione, l'elaborazione non avrebbe potuto essere quella che un tema così eccellente avrebbe richiesto. Pertanto giunsi alla conclusione, e subito me ne assunsi l'impegno, che era necessario elaborare in modo più approfondito quel tema veramente regale per farlo conoscere al mondo.
Questo proposito è stato realizzato secondo le mie capacità e non ho altra intenzione se non quella irreprensibile di celebrare, benché solo in un piccolo punto, la gloria di un monarca la cui grandezza e forza tutti devono ammirare e venerare, tanto nelle scienze della guerra e della pace, quanto, in maniera speciale, in quelle della musica.
Oso aggiungere questa umilissima preghiera: che Vostra Maestà si degni di onorare il presente modesto mio lavoro con una graziosa accoglienza e che conceda ancora per l'avvenire la Sua altissima grazia sovrana.
Lipsia, 7 luglio 1747.
Di Vostra Maestà servitore umilissimo e obbedientissimo,

l'autore.»
A parte la sonata, che è scritta per flauto, violino e basso continuo, Bach non specificò la strumentazione degli altri pezzi. Federico II, che era un musicista dilettante e si divertiva a suonare il flauto per distrarsi dagli impegni politici e militari, non aveva alcuna possibilità di risolvere i complessi canoni enigmatici dell'Offerta musicale. Nonostante ciò apprezzò moltissimo il dono di Bach, tanto che il barone Gottfried van Swieten, ambasciatore austriaco a Berlino, raccontò come il re, ancora nel 1774, narrasse pieno di meraviglia l'episodio della visita di Bach a Potsdam e l'improvvisazione sul tema dato al momento.
Nel settembre 1747, in occasione della fiera di San Michele, Bach pubblicò a stampa l'Offerta musicale in cento esemplari, seguita da una ristampa, nuovamente in cento esemplari, all'inizio del 1749. L'opera aveva un duplice scopo: da una parte mantenere la promessa fatta a Federico II e, dall'altra, essere la composizione di carattere scientifico-musicale che, annualmente, ogni membro della Correspondierende Societät der musicalischen Wissenschaften di Lorenz Christoph Mizler, della quale Bach faceva parte, doveva presentare. Mizler stesso, infatti, scrisse che l'Offerta avrebbe dovuto essere il contributo di Bach per l'anno 1748.

## Struttura

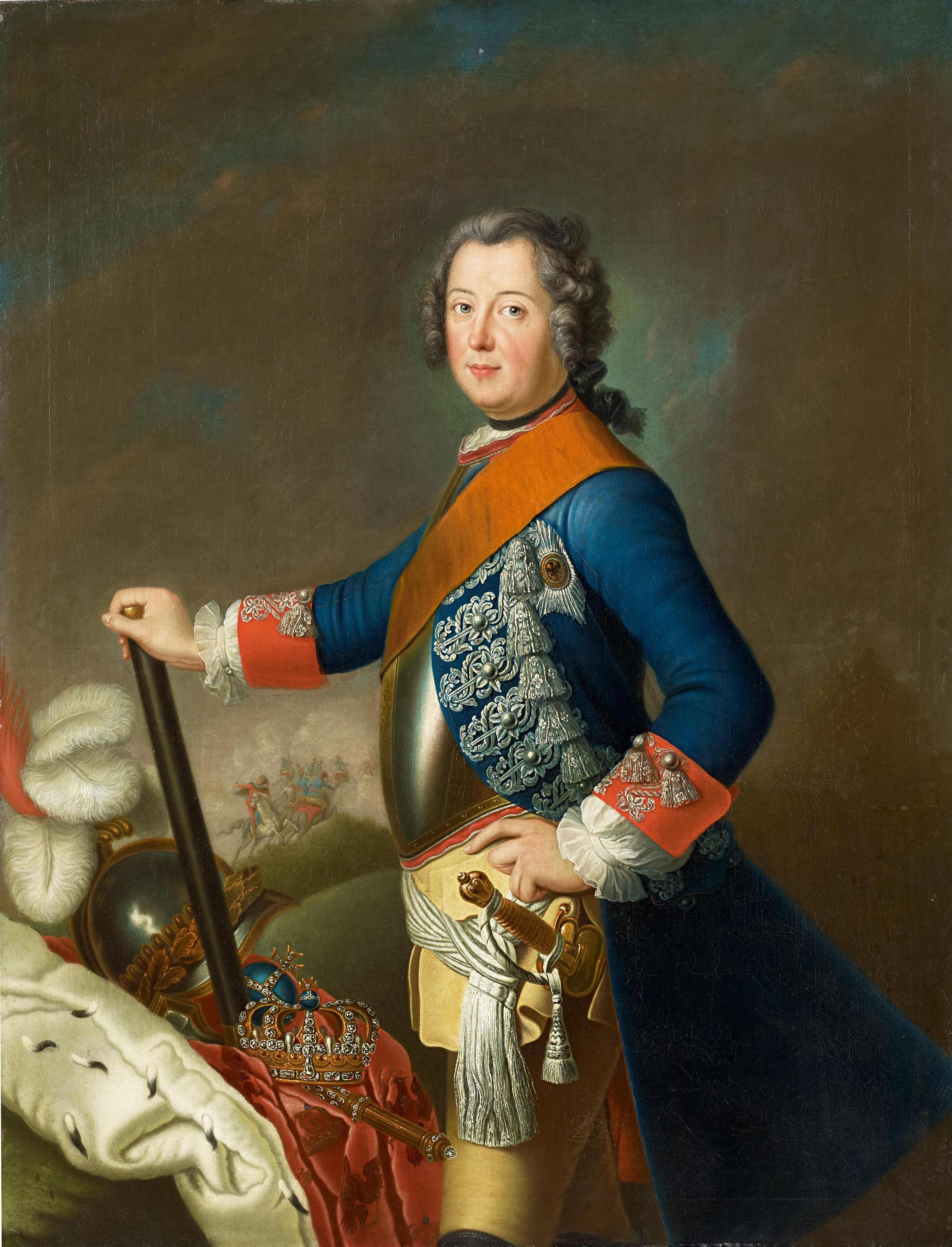
Federico II negli anni '40 del XVIII secolo.

L'edizione a stampa non aveva un formato omogeneo, ma si presentava in modo abbastanza caotico: era suddivisa in cinque sezioni separate, convenzionalmente contraddistinte con le lettere dell'alfabeto da A a E, ognuna dotata di un'autonoma numerazione delle pagine e di un diverso formato editoriale. Nel corso degli anni, per spiegare la mediocrità dell'impaginazione, vennero avanzate diverse ipotesi, fra le quali la distanza geografica fra Bach e l'incisore, l'inesperienza di quest'ultimo o la fretta.
Per il musicologo Roland de Candé, invece, l'incisore scelse il formato da usare secondo un criterio preciso: il formato orizzontale per i brani che riteneva fossero dedicati alla tastiera, come era abitudine all'epoca, e quello verticale per tutti gli altri.
Di queste cinque sezioni, la A occupa due fogli, consiste nel frontespizio e nella lettera di dedica ed è in formato orizzontale. La B, in tre fogli, contiene il Ricercar a 3, seguito dal Canon perpetuus super Thema Regium ed è in formato orizzontale. La C presenta la Sonata sopr'il Soggetto Reale à Traversa, Violino e Continuo e un Canon perpetuus, è costituita da un foglio come intitolazione e copertina e da altri tre fogli con le parti strumentali separate, il tutto in formato verticale.
La sezione D, anch'essa in formato verticale, contiene cinque Canones diversi super Thema Regium e una Fuga canonica in Epidiapente, il tutto contenuto sulle due facciate di un unico foglio. L'ultima sezione, la E, è costituita da quattro fogli in formato orizzontale e contiene il Ricercar a 6 e altri due canoni. Detta organizzazione è stata modificata nell'edizione urtext Barenreiter curata da Christoph Wolff.
Sezione A (formato orizzontale)
- Frontespizio e lettera di dedica.

Sezione B (formato orizzontale)
- Ricercar a 3.

Si tratta sicuramente della trascrizione della fuga a tre voci improvvisata a Potsdam il 7 maggio 1747. Lo stile relativamente poco rigoroso, infatti, corrisponde effettivamente a quello di una fuga improvvisata.
- Canon perpetuus super Thema Regium.

A tre voci. Due sono in imitazione in chiave di subbasso e di violino, mentre il tema regio entra, come cantus firmus in chiave di contralto, dal segno .
Sezione C (formato verticale)
- Sonata sopr'il Soggetto Reale à Traversa, Violino e Continuo.

In quattro movimenti (Largo, 3/4, in do minore; Allegro, 2/4, in do minore; Andante, tempo C, in mi♭ maggiore; Allegro, 6/8, in do minore) e in forma di sonata da chiesa, è sicuramente una concessione ai gusti del re, appassionato suonatore di flauto.
- Canon perpetuus.

A due voci sul tema regio con basso libero, che, nel finale, imita il tema. Le voci antecedente e conseguente della seconda metà del canone sono l'immagine speculare verticale delle voci antecedente e conseguente della prima metà.
Sezione D (formato verticale)
- Canones diversi super Thema Regium.
  - Canon 1. a 2 (cancrizans).
A due voci, con movimento retrogrado. Il termine "cancrizzante" deriva dal latino cancer, ossia gambero, e allude al modo di camminare di questi animali, che si spostano all'indietro. La voce conseguente del canone, pertanto, si ottiene leggendo la voce antecedente dall'ultima nota e continuando all'indietro, per poi terminare sulla nota iniziale. L'assenza di segni per indicare l'ingresso della seconda voce suggerisce che debba entrare in contemporanea alla prima.
  - Canon 2. a 2 Violin: in Unisono.
Nel secondo canone, come indicato dal titolo, la voce conseguente riproduce all'unisono, partendo dal segno , la voce antecedente. Si tratta di un canone perpetuo perché, al termine dell'esposizione tematica della voce conseguente, riprende l'esposizione della voce antecedente. Il tema regio è presente al basso, in cantus firmus.
  - Canon 3. a 2 per Motum contrarium.
In questo canone la voce conseguente entra dal segno  ed è da dedurre eseguendo la voce antecedente per movimento contrario all'undicesima inferiore. Il tema regio è presente al soprano, in cantus firmus.
  - Canon 4. a 2 per Augmentationem, contrario Motu.
Il canone presenta l'indicazione enigmatica, annotata da Bach, Notulis crescentibus crescat Fortuna Regis ("Che la fortuna del re cresca come crescono le note"). Il titolo per Augmentationem indica che la voce conseguente, a partire dal segno , debba essere generata per aumentazione ritmica, ossia per estensione della durata delle note del tema. La presenza di una chiave di violino rovesciata e capovolta, inoltre, suggerisce che sia da dedurre per movimento retrogrado e contrario.
  - Canon 5. a 2 (per Tonos).
Si tratta di uno dei canoni più ingegnosi e presenta l'indicazione enigmatica, annotata da Bach, Ascendenteque Modulatione ascendat Gloria Regis ("Che la gloria del re salga come salgono le modulazioni"). La voce conseguente, a partire dal segno , ripete la voce antecedente alla quinta superiore con un andamento modulante circolare, il quale percorre il circolo delle quinte di due quinte ascendenti. A ogni ripetizione, infatti, il tema ricomincia un tono sopra. Il canone inizia in tonalità di do minore, ma, alla fine, termina in re minore. Ripetendo il canone in re minore, alla fine ci si trova in mi minore. Continuando le ripetizioni, Bach fa in modo che il canone moduli poi in fa♯ minore, sol♯ minore, la♯ minore e, infine, torni a do minore. Dopo sei esposizioni del tema, pertanto, si ritornerà alla tonalità originaria, ma un'ottava più in alto.
- Fuga canonica in Epidiapente.
Le due voci presenti sullo spartito, in chiave di basso e di violino, espongono il materiale tematico. La terza voce, in chiave di soprano, entra in corrispondenza del segno  ed è in epidiapente, ossia riproduce una quinta superiore la voce che era in chiave di violino.

Sezione E (formato orizzontale)
- Ricercar a 6.

Complessa fuga a sei voci, scritta in sei parti separate, sul tema regio.
- Canon a 2. Quaerendo invenietis.

Canone enigmatico per movimento contrario, di difficile risoluzione. L'annotazione di Bach Quaerendo invenietis ("Chi cerca trova") indica che spetta all'interprete risolvere il problema di come e dove disporre la seconda voce. La presenza di una chiave di basso rovesciata indica che la voce conseguente debba essere dedotta per movimento contrario rispetto alla voce antecedente, ma Bach non precisa in quale punto debba entrare. La voce conseguente riproduce, invertendoli, gli intervalli della antecedente (quelli ascendenti diventano discendenti e viceversa).
- Canon a 4.

Canone in contrappunto quadruplo, elaborato su una variazione del tema regio. Lo spartito presenta una sola voce e un solo pentagramma e, come per il canone precedente, anche qui Bach non specifica dove debbano entrare le tre voci mancanti.

## Interpretazioni filosofiche

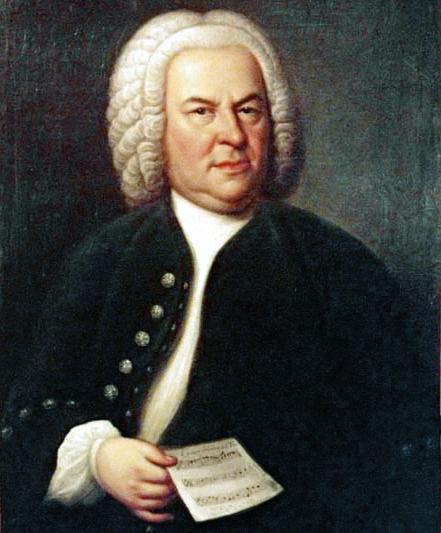
Johann Sebastian Bach.

Secondo diversi musicologi, fra i quali Alberto Basso, Warren Kirkendale, Ursula Kirkendale e Piero Buscaroli, l'Offerta musicale sarebbe strutturata sullo schema dell'orazione classica fissato dal trattato Institutio oratoria di Marco Fabio Quintiliano.
Johann Sebastian Bach conosceva molto bene il testo di Quintiliano perché, nel 1738, Johann Matthias Gesner, rettore della Thomasschule e amico di Bach, ne aveva pubblicato a Lipsia un'edizione, all'interno della quale aveva dedicato al compositore un breve panegirico in latino. Lo schema dell'Offerta musicale, infatti, ricalca i punti essenziali dell'oratio:
- Ricercar a 3 {\displaystyle \to } Exordium.
- Canon perpetuus {\displaystyle \to } Narratio brevis.
- Canones 1-5 {\displaystyle \to }  Narratio longa (repetita narratio).
- Fuga canonica {\displaystyle \to } Egressus.
- Ricercar a 6 {\displaystyle \to } Exordium II (insinuatio).
- Canon a 2 e a 4 {\displaystyle \to } Argumentatio (probatio et refutatio).
- Sonata {\displaystyle \to } Peroratio in adfectibus.
- Canon perpetuus {\displaystyle \to } Peroratio in rebus.

Il ricercare a tre voci costituisce l'exordium, nel quale il tema regio viene presentato. I passaggi in terzine rappresentano i delectari, ossia gli stimoli per destare l'attenzione richiesti da Quintiliano.
Il canone perpetuo corrisponde alla narratio brevis e i cinque canoni formano la narratio longa. Insieme costituiscono la cosiddetta oratio perpetua, il cui senso oratorio consiste nell'esposizione delle proprie idee, la prima volta in maniera concisa e la seconda con maggiore approfondimento. Ognuno dei cinque canoni rappresenta, in ordine, una delle "virtù dimostrative" enunciate da Quintiliano, ossia naturalezza, imitazione, semplicità, magnificenza ed evidenza.
Le tre voci della fuga in epidiapente rappresentano i tre generi del linguaggio retorico che Quintiliano, nel suo trattato, consiglia di utilizzare: il genus subtilis, il genus gravis e il genus medium. Il secondo ricercare, quello a sei voci, ha la funzione di insinuatio e rappresenta l'exordium II. I canoni a due e a quattro voci corrispondono alle arringhe dell'accusa e della difesa e trovano un loro corrispettivo nella probatio e nella refutatio di Quintiliano.
La rigidità dei canoni, dopo quello a quattro voci, lascia spazio alla persuasione verso la sfera degli affetti. La sonata, infatti, si discosta dalle strutture formali precedenti per assumere uno stile ricco di emozioni, così come previsto dalla retorica classica nella peroratio in adfectibus. L'ultimo canone fa leva sulla ragione, ponendo gli ascoltatori di fronte all'evidenza della razionalità, come previsto dalla peroratio in rebus.
Delle diciassette copie pervenute fino al XXI secolo delle edizioni del 1747 e del 1749, nessuna è completa di tutte e cinque le sezioni. All'inizio della sezione B è presente l'acrostico Regis Iussu Cantio Et Reliqua Canonica Arte Resoluta (in latino, "Pezzo realizzato su ordine del re e altri brani risolti secondo l'arte del canone"), le cui lettere maiuscole formano la parola RICERCAR. Lo stesso acrostico si trova al termine della sezione D, prima del Ricercar a 6 della sezione E. Nella copia inviata al sovrano, invece, prima del Ricercar a 6 è presente la dicitura Thematis Regii Elaborationes Canonicae ("Elaborazioni in canoni del tema regio"), la quale però si riferisce ai cinque Canones diversi e alla fuga.
Inoltre, nella copia di Federico II, i canoni 4 e 5 presentano due motti latini, manoscritti da Bach, utili per la risoluzione dei canoni stessi: Notulis crescentibus crescat Fortuna Regis ("Che la fortuna del re cresca come crescono le note") e Ascendenteque Modulatione ascendat Gloria Regis ("Che la gloria del re salga come salgono le modulazioni"). Un canone enigmatico, a 2 voci, presenta la dicitura Quaerendo invenietis ("Chi cerca trova"). Si tratta, in realtà, di un canone "doppiamente" enigmatico, in quanto appartiene a una famiglia di canoni detti polimorfici e ammette almeno quattro soluzioni diverse.
Diversi musicologi, inoltre, argomentano che l'Offerta musicale celi numerosi riferimenti teologici. Zoltán Göncz, ad esempio, sostiene che l'indicazione Quaerendo invenietis non sia un invito riferito solo al canone a due voci, bensì anche al ricercare a sei voci. Bach, infatti, scegliendo di chiamarlo con il termine arcaico di "ricercare", anziché "fuga", avrebbe celato un invito a cercare e a trovare, all'interno di esso, dei contenuti nascosti. Effettivamente, la composizione cela numerose citazioni bibliche, la cui scoperta è però resa difficoltosa da alcuni stratagemmi compositivi adottati da Bach. In aggiunta, la struttura stessa del ricercare a sei voci conterrebbe un indizio: alcune apparenti anomalie e incongruenze, infatti, indicherebbero l'influenza di elementi esterni, non musicali.